# Serafim Severnyak
 (mai 2024).
La mise en forme du texte ne suit pas les recommandations de Wikipédia : il faut le « wikifier ».
Les points d'amélioration suivants sont les cas les plus fréquents. Le détail des points à revoir est peut-être précisé sur la page de discussion.
- Les titres sont pré-formatés par le logiciel. Ils ne sont ni en capitales, ni en gras.
- Le texte ne doit pas être écrit en capitales (les noms de famille non plus), ni en gras, ni en italique, ni en « petit »…
- Le gras n'est utilisé que pour surligner le titre de l'article dans l'introduction, une seule fois.
- L'italique est rarement utilisé : mots en langue étrangère, titres d'œuvres, noms de bateaux, etc.
- Les citations ne sont pas en italique mais en corps de texte normal. Elles sont entourées par des guillemets français : « et ».
- Les listes à puces sont à éviter, des paragraphes rédigés étant largement préférés. Les tableaux sont à réserver à la présentation de données structurées (résultats, etc.).
- Les appels de note de bas de page (petits chiffres en exposant, introduits par l'outil «  Source ») sont à placer entre la fin de phrase et le point final[comme ça].
- Les liens internes (vers d'autres articles de Wikipédia) sont à choisir avec parcimonie. Créez des liens vers des articles approfondissant le sujet. Les termes génériques sans rapport avec le sujet sont à éviter, ainsi que les répétitions de liens vers un même terme.
- Les liens externes sont à placer uniquement dans une section « Liens externes », à la fin de l'article. Ces liens sont à choisir avec parcimonie suivant les règles définies. Si un lien sert de source à l'article, son insertion dans le texte est à faire par les notes de bas de page.
- La présentation des références doit suivre les conventions bibliographiques. Il est recommandé d'utiliser les modèles {{Ouvrage}}, {{Chapitre}}, {{Article}}, {{Lien web}} et/ou {{Bibliographie}}. Le mode d'édition visuel peut mettre en forme automatiquement les références.
- Insérer une infobox (cadre d'informations à droite) n'est pas obligatoire pour parachever la mise en page.

Pour une aide détaillée, merci de consulter Aide:Wikification.
Si vous pensez que ces points ont été résolus, vous pouvez retirer ce bandeau et améliorer la mise en forme d'un autre article.
 (juin 2024).
Serafim Nikolov Serafimov (en bulgare : Серафим Николов Серафимов), plus connu sous son pseudonyme Serafim Severnyak, est un écrivain et publiciste bulgare né le 10 juillet 1930 à Gorna Lipnitsa et décédé le 24 mai 1988 à La Havane.

## Biographie
Serafim Severnyak né le 10 juillet 1930 dans le village de Gorna Lipnitsa (oblast de Veliko Tarnovo), dans la famille de Nikola et Mariyka Serafimov, tous deux enseignants. Il est diplômé de l'école de Tarnovo en 1947, et de philologie bulgare à l'Université de Sofia en 1951. Au cours de ses études, il fait ses débuts dans le journal "Front littéraire" avec la nouvelle "Fils", en 1948.
Après avoir terminé ses études supérieures, Severnyak a travaillé le plus souvent comme éditeur.
Marié trois fois, il a deux filles: Mila et Radoslava. Serafim Severnyak est décédé le 24 mai 1988 à l'hôpital des frères Almejeiros, à La Havane, à Cuba.

## Publications
(mai 2024).
- „Propriétaires“ (1952),
- „Leurs gens“ (1954),
- „Dix histoires“ 1957),
- „De la part de notre correspondant“ (1959),
- „L'éclat doré“ (1961),
- „Soirée“ (1962),
- „Les raquettes, les compagnons et toi“ (1964),
- „Éventail en bois de santal“ (1966),
- „La loi de chaque terre“ (1967),
- „Ailes“ (1967),
- „Entre la rose et le lion“ (1969),
- „Ce jourd'hui“. Livre pour la Bulgarie (en co-auteur avec Nikola Indjov, 1971)
- „La balade d'Ohrid“ (1971),
- „Blanches inquiétudes“ (1972),
- „Un univers carré“ (1972),
- „Livre de Septembre“ (1973),
- „Philippiques et biais“ (1976),
- „Quand les roses deviennent étoiles“ (1979),
- „Ascension de l'Everest“ (1980),
- „Une terre, chargée d'Histoire“ (1981),
- „Choudomir“ (1983),
- „Sculptures sur bois du nord“ (1985),
- „Un ciel vert“ (1986),
- „De Gorna Lipnitsa à Montevideo“ (1986),
- „L'homme libre avant la Libération. Livre documentaire sur Vassil Levski“ (1987),
- „Sur le coupant du rasoir. Essais“ (1987, 1990),
- „Des roses parmi les étoiles“ (1988),
- „Si tu ne brûles pas, si je ne brûle pas…“ (1988),
- „Éventail“ (1990) etc.